# Górki (Iwanowice)
Górki – część wsi Iwanowice w Polsce, położona w województwie wielkopolskim, w powiecie kaliskim, w gminie Szczytniki
W latach 1975–1998 Górki należały administracyjnie do województwa kaliskiego.